# Пут без повратка
Пут без повратка (енгл. Road to Perdition) је амерички филм Сема Мендиза. Главне улоге играју Том Хенкс, Тејлор Хоклин и Пол Њуман. 

## Радња
1931, САД. Током Велике депресије, Мајкл Саливан старији ради за ирског мафијаша Џона Рунија на Рок Ајленду у Илиноису. Руни је одгајао сироче Саливана и волео га више од свог сина Конора. Руни организује бдење за брата свог сарадника Фина Мекгаверна, који је видно узнемирен и наговештава да је породица Руни одговорна за убиство. Одлучује да пошаље Саливана и Конора на састанак са Мекгаверном да измире несугласице, али се све претвара у трагедију. Конор вређа Мекгаверна на све могуће начине и изазива сукоб, долази до свађе и Конор убија Мекгаверна, а Саливан је приморан да пуца у своје чуваре. Саливанов дванаестогодишњи син Мајкл Јр. тајно се склонио у очев аутомобил и сведочио је догађају. Саливан се куне да његов син неће просипати пасуљ, а Руни добија лично уверавање. На састанку са својим сарадницима, Руни грди Конора за оно што је урадио када се Конор безобразно извињава што је убио Мекгаверна.
Те ноћи, Руни шаље Саливана да наплати дуг од власника ресторана Тонија Калвина. Конор, љубоморан на то што његов отац преферира Саливана у односу на њега и уплашен да би Мајкл млађи могао проговорити, шаље писмо Калвину са Саливеном. Док га Калвино чита, посеже за револвером, али Саливан први извлачи оружје и убија га заједно са телохранитељем. У самом писму, Саливан открива следећи текст: „Убијте Саливана, и сви ваши дугови ће бити плаћени. У страху да му је породица у опасности, жури кући. Конор се инфилтрира у Саливанову кућу и убија његову жену Ени и најмлађег сина Питера. Не успева да убије Мајкла млађег, заточеног у школи због туче, који по повратку кући успева да се сакрије од разбојника.
Саливан и Мајкл млађи напуштају Рок Ајленд и одлазе у Чикаго, надајући се да ће се састати са Ал Капонеом ради посла и сазнати где се налази Конор који се крије.
На састанку са Френком Нитијем, Саливан објављује своју жељу да ради за Чикашко одељење у замену за дозволу да убије Конора. Нити одбија понуду, а Руни му невољко дозвољава да пошаље Харлена Мегвајер, убицу који воли да фотографише места злочина, да убије Саливана. Магвајер прати оца и сина до залогајнице поред пута, али не успева да убије Саливана. Схвативши Магвајерове намере, Саливан бежи кроз купатило и пробуши гуму прогонитељевог аутомобила пре него што побегне.
Као одговор, Саливан почиње да пљачка Цапонеов новац банкама, надајући се да ће га заменити за Коноров живот. Мафија узима новац од финансијских институција на удару, а Саливан посећује Рунијевог рачуновођу Александра Ренса у његовом хотелу. Испоставило се да су Ирци унапред испланирали састанак, а Ренс одлаже Саливена док Магвајер не стигне са сачмаром. У пуцњави која је уследила, убица нехотице убија Ренса и повређује га комадићима стакла. Саливан бежи са Рунијевим књигама, али Мегвајер успева да га погоди у леву руку.
Када је настала рана почела да се осећа, Мајкл млађи води свог оца на фарму. Тамо му старији пар без деце помаже да се опорави, док се Саливан старији везује за његовог сина. Он открива из књига да је Конор годинама крао од свог оца користећи имена мртвих људи (укључујући МекГоверна). Када Сулливанови напусте фарму, дају пару већину украденог новца као компензацију. Саливан прича Рунију о лудостима свог сина током посете Масачусетсу. Али Руни то зна и верује да ће његовог сина ионако ускоро убити - ако не од Саливана, онда од стране Капонеових људи након смрти самог Рунија. Мафијаш и даље одбија да се одрекне свог сина и убеђује Саливана да побегне са Мајклом Јр.
Једне магловите и кишне ноћи, Саливан упада у заседу и убија Рунијеве телохранитеље из митраљеза Томпсон, а затим прилази Рунију, који прихвата његову судбину и приликом пуцања изјављује „Драго ми је да си ти“. Без додатног разлога да заштити Конора, Нити открива где се налази након што је Саливан обећао да ће прекинути свађу. Саливан одлази у хотел где се Конор крије и убија га у купатилу.
Саливан води сина у кућу своје тетке Саре на плажи у граду Падишен на језеру Мичиген. Међутим, упада у заседу и пуца унакажени Мегвајер. Док атентатор фотографише умирућег Саливана, појављује се Мајкл млађи и упери пиштољ у њега. Али дете не може да се натера да повуче окидач; и када је Магвајер скоро убедио Мајкла да баци пиштољ, његов отац последњим снагама убија злочинца својом. Пре него што умре у наручју свог сина, он изражава понос због своје неспособности да пуца у људе. Оплакујући смрт свог оца, Мајкл млађи се враћа старом пару са фарме. Док је одрастао, размишља да се његов отац само плашио да ће син постати његова копија. Мајкл тврди да никада није држао пиштољ од судбоносног сусрета између Магуиреа и његовог оца. На питање да ли је Саливан био добра или лоша особа, он само каже: „Он је био мој отац“.

## Улога
- Том Хенкс - Мајкл Саливан старији
- Тејлор Хоклин - Мајкл Саливан млађи
- Пол Њуман - Џон Руни
- Џуд Ло - Харлен Магвајер
- Данијел Крејг - Конор Руни
- Стенли Тучи - Френк Нити
- Џенифер Џејсон Ли - Ени Саливан
- Лијам Ејкен - Питер Саливан
- Дилан Бејкер - Александер Ранс
- Киран Хајндс - Фин Магаверн
- Ентони Лапалја - Ал Капоне